# 惠东高级中学
广东省惠东高级中学是中国广东省惠东县直属重点中学，1992年9月正式开办，是惠州市目前规模最大、人数最多的全封闭和全内宿学校。1997年3月被评为惠东县一级学校，2001年6月被评为惠州市一级学校，2005年1月被评为广东省一级学校，2007年6月16日通过广东省高中教学水平评估暨国家级示范性高中验收确认，成为中国国家级示范性高中。
按照官方提供的说法，惠东高级中学占地171841平方米，建筑总面积89868平方米。截止至2007年，编有69个教学班共4078名在校生。